# Szűcs István (labdarúgó, 1985)
Szűcs István (Debrecen, 1985. május 3. –) magyar labdarúgó, hátvéd.

## Pályafutása

### Klubcsapatban
A Loki egykori kiváló kapusának, Szűcs Istvánnak a fia mi mást is választhatott volna sportként, mint a labdarúgást. Édesapja után a kis "Stuca" is a kapuban kezdte pályafutását a Békessy általános iskolában, s onnan a Hunyadi futballtagozatos osztályába vezetett az útja.
Ekkor már a mezőnyben szerepelhetett, amolyan jolly jokerként. Csatárként, balhátvédként, majd középpályásként számítottak rá a sportiskola, illetve a DVSC korosztályos csapataiban. Végül egyik edzője középhátvédként szerepeltette, s kiderült, az a poszt a legmegfelelőbb számára. A magassága (190 cm) meg is van hozzá, de még sokat kell erősödnie.
A fiatal játékos 2007 telén érkezett a DVSC felnőtt csapatához. Előtte az NB III-as fiókcsapatban futballozott, s ott jó átlagteljesítményt nyújtott, de egy idő után érezte, fejlődéséhez ennél több kell. Bár a felkészülési időszakban jó teljesítményt nyújtott a találkozókon, csak a 28. fordulóban léphetett pályára, csereként. Becsületére legyen, kivárta a pillanatot, ugyanis télen más élvonalbeli csapatba is hívták, de ő a DVSC-ben akart bemutatkozni az NB I-ben. Célja sikerült. Pályafutása egyik csúcspontja, hogy az Elfsborg elleni BL-selejtező svédországi visszavágóját végigjátszotta.
2009 tavaszán Kecskeméten szerepelt kölcsönben, de egy sérülés miatt nem sokat játszhatott.

## Sikerei, díjai
- Magyar bajnokság
  - bajnok: 2006–07, 2008–09, 2009–10